# Horloge Bouinaniyya de Fès

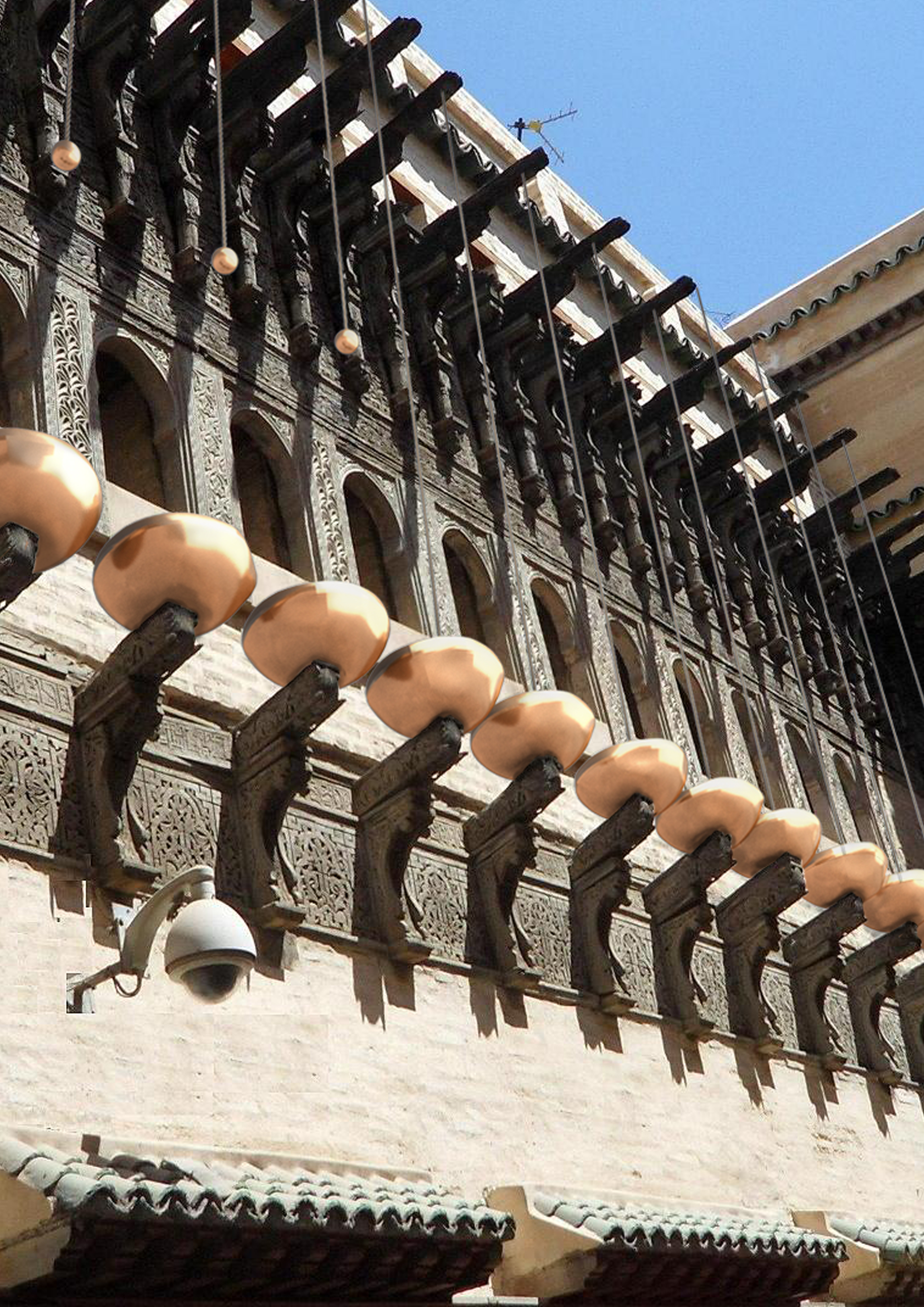
La façade de l'horloge hydraulique de Fès

L'horloge Bouinaniyya de Fès, est une ancienne horloge qui se trouve dans l'une des principales artères de la vieille médina de Fès.
Il n'en subsiste que les éléments en bois .

## Descriptions par des Européens au début duxxesiècle
- « A main gauche de Taala, en face de la Medrasa, se trouve le grand m'taher, endroit pour les ablutions. Sur la façade de ce m'taher on remarque à cinq ou six mètres de hauteur plusieurs disques d'environ cinquante centimètres de diamètre et ressemblant à de grands plats creux. On raconte qu'il y a de longues années des aiguilles se trouvaient dans ces assiettes qui auraient été des cadrans d'horloge. Les pendules étaient mises en mouvement par un magicien au moyen d'un raçd[n 2], c'est-à-dire qu'il réglait sans doute les pendules par des observations astronomiques. Un magicien juif dont le pouvoir était supérieur à l'autre (c'est toujours la légende qui parle) détruisit l'influence du raçd » A. Pèretié, « Les Médrasas de Fès », Archives marocaines, vol. XVIII, 1911, p. 282[1].
- « Au premier étage de cet ancien édifice, qui date du XIIe siècle, on voit une rangée de treize consoles fixées dans le mur et qui supportent treize vases en bronze, ayant exactement la forme de grandes coupes au bord peu relevé […]. On n'a pu me donner à Fez aucune explication satisfaisante de la signification de ces treize coupes et je suis parti de cette ville en considérant comme une véritable énigme à déchiffrer la solution de ce problème d'archéologie. » Édouard Montet, « La Maison aux treize coupes à Fez », Bulletin de la Société de géographie d'Alger et de l'Afrique du Nord, n° 94, deuxième trimestre 1923[n 3].
- Pourtant en 1918, Alfred Bel en avait fait une description précise : « C'est la Mâgâna comme on dit aujourd'hui, c'est-à-dire l'horloge mécanique dont on aperçoit encore sur la rue les treize timbres de bronze, pareils à des cuvettes, posés chacun sur un support de bois sculpté, à quelques mètres au-dessous des consoles de bois également sculptées d'un assez large auvent aujourd'hui disparu. » Alfred Bel, « Inscriptions arabes de Fès », Journal asiatique, juillet 1918, p. 357 lire en ligne sur Gallica.

## Origine

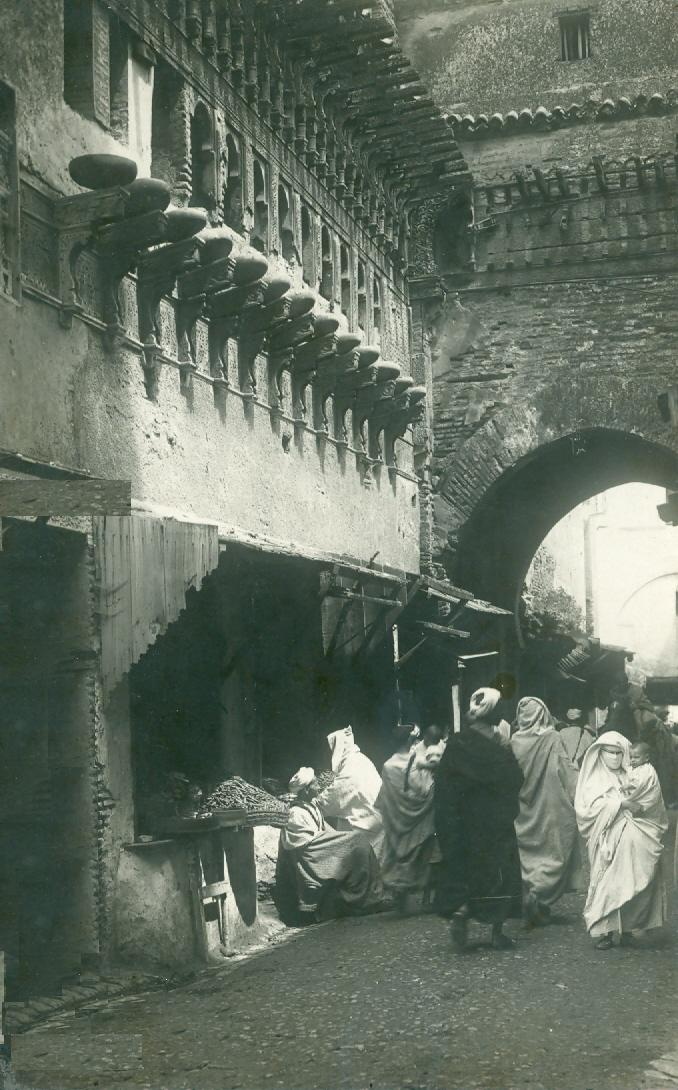
L'horloge hydraulique à la fin du XIXe siècle

Ce type d'horloge est appelé « magana », terme qui vient du persan pengan (clepsydre).
Cette magana est datée de 1357[réf. nécessaire]. Le facteur de l'horloge est l'horloger officiel de la dynastie berbère meniride. C'est l'avant-dernière horloge hydraulique subsistante, contemporaine des premières horloges mécaniques qui existent déjà en Europe depuis le début du siècle

## Description
La fonction principale  de cette magana est d'indiquer l'heure : il s'agit probablement de l'heure temporaire en usage à l'époque.
Les différentes fonctions techniques, réalisées par différents organes sont les suivantes :
Une interface sonore (cymbales) et visuelle (volets) ; à la fin de chaque heure, une boule en bronze tombe dans la cymbale correspondante, le volet qui y est lié s'ouvre. Il est à remarquer que la première cymbale à droite n'a pas de volet, elle indique le démarrage de la journée et plus exactement sobh (zéro heure).
La fonction énergie est hydraulique, elle est assurée par un « moteur hydraulique régulé » avec une transmission assurée par des cordes, des poulies et des contrepoids, le mouvement transmis est rectiligne, le long d'un axe sur lequel un coulisseau assure des déclenchements réguliers à la fin de chaque heure : une boule (sanja) tombe et un volet s'ouvre.
La fonction de régulation est de type astronomique[précision nécessaire], probablement à tympan (grille : chabaka), technique connue depuis Ctésibios.